# La Lumière électrique
La Lumière électrique est une revue d’électricité française créée en 1879.

## Histoire
Le sous-titre de la revue nous apprend de façon claire ses objectifs et prétentions : Journal universel d’électricité ; revue scientifique illustrée.
Sont détaillés ensuite les grands sujets traités par la revue : 
- applications de l’électricité ;
- lumière électrique ;
- télégraphie et téléphone ;
- sciences électrique, etc.

Le premier numéro, daté du 15 avril 1879, indique dans le premier article intitulé « Notre programme » : « Nous avons l’intention de grouper les efforts individuels des gens de bonne volonté, et de marcher avec eux vers une situation mieux définie des données électriques. »
Cette revue est aussi mise sous le patronage tant réel que spirituel de Théodose du Moncel grande figure du monde scientifique. Il est cité en ces termes : « Nous savons pouvoir compter sur la collaboration généreuse et si autorisée de M. le comte du Moncel, membre de l’Institut, dont les travaux ont acquis une si haute notoriété en France et à l’étranger ; nous sommes fiers d’être ses élèves, nous nous plaçons sous son inspiration et sa direction scientifique. »
C’est une stratégie assez commune dans les revues scientifiques de l’époque pour se valoriser et tenter de percer. La multiplication des titres après 1860 rend la concurrence extrême et beaucoup de revues ne résisteront que quelques mois. Il faut croire que cette stratégie a fonctionné pour La Lumière électrique car elle passera le cap des 30 ans de publication et ne disparaîtra, en 1916, que par fusion avec La Revue électrique pour donner naissance à la Revue générale de l'électricité.
Elle connut néanmoins quelques difficultés lorsque son propriétaire Cornelius Herz quitta la France et, selon les termes d'André Blondel, « s'en désintéressa ». Elle fut alors, en 1894, immédiatement reprise et continuée sous le titre de L'Éclairage électrique. La concurrence de La Revue électrique la poussant à partir de 1904 à se spécialiser davantage dans les travaux d'ordre scientifique le plus élevé, elle reprit le nom de La Lumière électrique en 1908 .

## Organisation
Dans les premières années, l’administration de la revue est confiée à A. Glénard, le secrétaire de rédaction étant Frank Géraldy.
La liste des collaborateurs nous est donnée dans le 7e numéro, on y retrouve Théodose du Moncel et Édouard Hospitalier mais aussi des personnalités moins connues comme Decharme, Demoget, Cabanellos, Trépied, Brossard de Corbigny.
Est ensuite dressée la liste des contributeurs attendus pour leurs travaux et communications à la fois en France, dont Jules Jamin, Alfred Cornu (membre de l’Institut), Cornelius Herz, Clamond, Marcel Deprez, et à l’étranger où les noms de Preece, Hughes, Crookes, Smith, Louis Melsens et Hamilton apparaissent.
On voit donc que le journal s’est entouré de nombreux collaborateurs plus ou moins connus même à l’époque mais on retrouve les grands noms de la science à la fois en France et à l’étranger avec le prestige de membres de l’Institut, renforçant la crédibilité et le sérieux de la revue.
Comme la grande majorité des revues ayant trait à la science (revues spécialisées ou de vulgarisation), La Lumière électrique s’organise selon plusieurs rubriques :
- des articles de fond ;
- une synthèse des travaux étrangers (principalement Royaume-Uni) ;
- des faits divers (suivi de l’actualité scientifique dans de petites brèves).

La revue est dans un premier temps mensuelle mais devient bimensuelle dès octobre 1879 montrant son succès fulgurant et important. Ce changement est indiqué dans le 7e numéro.
On voit aussi apparaître en même temps une rubrique intitulée « Causeries électriques » sous la pression des lecteurs : « Il ne nous est pas permis d’hésiter devant un désir si bien d’accord du reste avec notre but, qui est, en facilitant les études, d’augmenter autant que cela nous sera possible le nombre de ceux qui aiment et cultivent la science électrique. »
Cette nouveauté montre bien la tendance de l’époque qui est à la vulgarisation, la mise au niveau du grand public du savoir scientifique et cela touche même les revues plus spécialisées comme La Lumière électrique.
Son prix est indiqué en haut de chaque numéro. Il s’élève à 1 franc le numéro et 10 francs l’abonnement annuel.

## Liens
- La Lumière électrique, numérisée et mise à disposition librement par le CNAM.